# Nepal Rastra Bank
La Nepal Rastra Bank (in nepalese नेपाल राष्ट्र बैंक) è la banca centrale del Nepal. Come altre banche centrali, la sua missione principale è quella di promuovere la stabilità finanziaria del Paese. Non è affiliata al Dipartimento del Tesoro, essendo un'istituzione autonoma.

## Storia
La banca centrale del Nepal, Nepal Rastra Bank, fu fondata solo 19 anni dopo la fondazione della prima banca del paese, Nepal Bank Ltd., nel 1937. Prima del 1956, il Nepal non aveva riserve valutarie proprie, ma le conservava presso la banca centrale indiana. Per ottenere la valuta estera necessaria per le spese dell'ambasciata nepalese a Londra e per le cure mediche di Re Tribhuvan, era necessario presentare una richiesta alla Reserve Bank of India.
Uno dei problemi che affliggeva l'economia nepalese era la circolazione simultanea di due valute, quella nepalese e quella indiana. Il Nepal utilizzava principalmente la rupia indiana.
I tassi di cambio tra le valute indiana e nepalese erano stabiliti dai commercianti locali. Considerando ciò come una dipendenza dall'India, il re Mahendra, figlio del re Tribhuvan, istituì una banca centrale il 26 aprile 1956 per ridurre la dipendenza dall'India, sostituendo la valuta indiana in circolazione sul mercato e rafforzando la sovranità del paese rendendo il Nepal indipendente nel cambio di valuta estera.